# 楊守勤

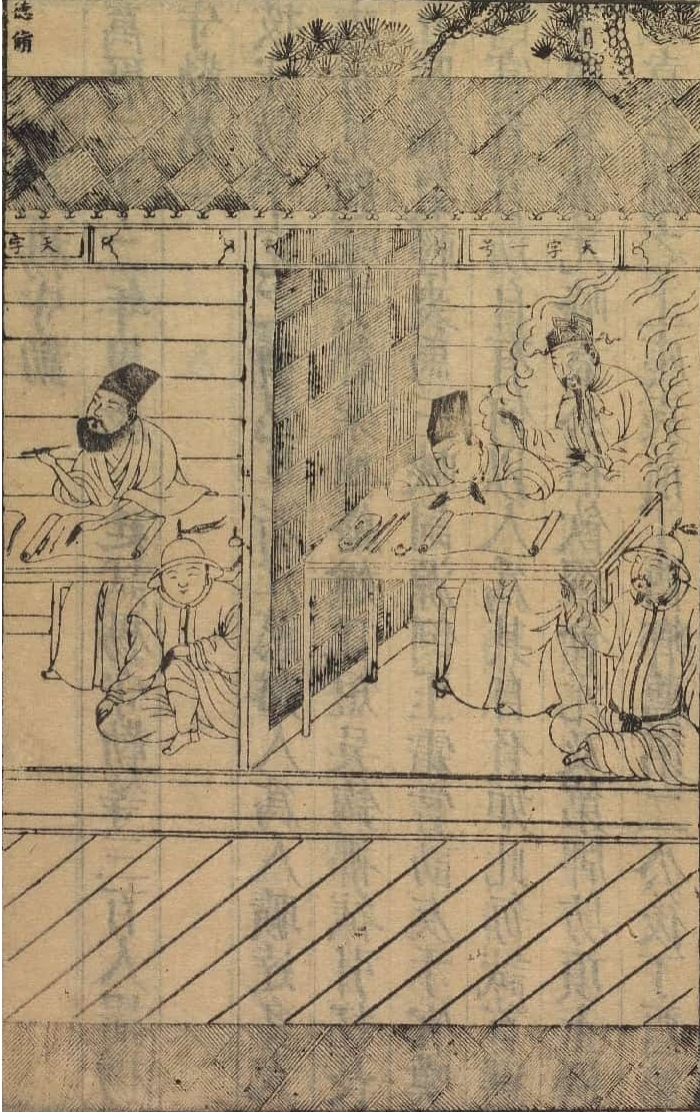
楊守勤

杨守勤（1566年—1620年），字克之，号昆阜，浙江慈溪人。明朝政治人物。

## 生平
隆慶元年十二月（1566年）初十一日出生。少好學，尤精《诗经》，为人旷达，常说：“富贵本为吾辈所有，何须他人之助。”入国子监。万历二十五年（1597年）中举人，万历三十二年（1604年）会试、殿试均第一，明朝状元，授翰林院修撰。泰昌元年（1620年）四月十四日卒於家。贈少詹事。

## 著作
著有《诗经悬鉴》十六卷，《甯澹斋诗集》八卷、文集八卷等。

## 家族
父楊世思。